# Ohtaius laticollis
Ohtaius laticollis là một loài bọ cánh cứng trong họ Endomychidae. Loài này được Achard miêu tả khoa học năm 1922.